# Paul Joseph Marie Gouyon
Paul Joseph Marie Gouyon (Bordeaux, 24 ottobre 1910 – Bordeaux, 26 settembre 2000) è stato un cardinale e arcivescovo cattolico francese.

## Biografia
Nacque a Bordeaux il 24 ottobre 1910.
Fu nominato da papa Pio XII vescovo di Bayonne il 6 agosto 1957; ricevette la consacrazione episcopale il 7 ottobre dello stesso anno da mons. Paul Richaud, arcivescovo di Bordeaux.
Il 9 settembre 1963 fu nominato arcivescovo titolare di Pessinonte e coadiutore dell'arcidiocesi di Rennes, alla guida della quale subentrò l'anno seguente.
Papa Paolo VI lo elevò al rango di cardinale nel concistoro del 28 aprile 1969. Si ritirò dalla guida dell'arcidiocesi il 15 ottobre 1985, qualche giorno prima del suo settantacinquesimo genetliaco.
Dal 1966 al 1982 fu presidente di Pax Christi per la Francia.
Morì il 26 settembre 2000 all'età di 89 anni.

## Genealogia episcopale e successione apostolica
La genealogia episcopale è:
- Cardinale Guillaume d'Estouteville, O.S.B.Clun.
- Papa Sisto IV
- Papa Giulio II
- Cardinale Raffaele Sansone Riario
- Papa Leone X
- Papa Paolo III
- Cardinale Francesco Pisani
- Cardinale Alfonso Gesualdo di Conza
- Papa Clemente VIII
- Cardinale Pietro Aldobrandini
- Cardinale Laudivio Zacchia
- Cardinale Antonio Barberini, O.F.M.Cap.
- Cardinale Nicolò Guidi di Bagno
- Arcivescovo François de Harlay de Champvallon
- Cardinale Louis-Antoine de Noailles
- Vescovo Jean-François Salgues de Valderies de Lescure
- Arcivescovo Louis-Jacques Chapt de Rastignac
- Arcivescovo Christophe de Beaumont du Repaire
- Cardinale César-Guillaume de la Luzerne
- Arcivescovo Gabriel Cortois de Pressigny
- Arcivescovo Hyacinthe-Louis de Quélen
- Vescovo Louis-Charles Féron
- Vescovo Pierre-Alfred Grimardias
- Cardinale Guillaume-Marie-Romain Sourrieu
- Cardinale Léon-Adolphe Amette
- Arcivescovo Benjamin-Octave Roland-Gosselin
- Cardinale Paul-Marie-André Richaud
- Cardinale Paul Joseph Marie Gouyon

La successione apostolica è:
- Vescovo Charles-Auguste-Marie Paty (1966)
- Vescovo Louis-Paul-Armand Simonneaux (1967)
- Cardinale Jean Marcel Honoré (1972)
- Arcivescovo Joseph Marie Louis Duval (1974)
- Arcivescovo Pierre Marie Léon Augustin Plateau (1979)